# 廖志賢 (賽車手)
廖志賢（1968年1月8日—），在網路上暱稱廖老大，臺灣前賽車手。

## 生平

### 少年時期
廖志賢為一孤兒，為求生計於汽車保修廠當學徒，因為老闆提供食宿，下班後到餐廳洗碗兼職，直到成年之後可以考取汽車執照之後，兼職開始改開計程車增加收入。

### 創業時期
廖志賢先在台中市以賣中古車創業，雖然中古車事業小有進展，短時間內便擁有三家中古車行，但是隨後面臨中古車市開始改走加盟連鎖化之後，中古車市的經營江河日下，廖志賢開始和朋友合股，開始轉型投入改裝車零件的生產製造。
幾經摸索之後，便決定擴大經營，成立琦玉國際有限公司，將改裝部品的生產規格精品化，公司人數規模達到150人，公司自行擁有完整產品開發團隊人員、電腦輔助設計繪圖人員、數值控制車床工具母機、耐用測試機台等等，因此產品穩定度大為提升。該公司目前銷售主力為改裝避震器、煞車、鍛造鋁圈，銷售到70餘個國家。

### 車手生涯
廖志賢很早便投入賽車運動，從早期2001年便開始參賽，先是在台灣TIS賽車場以速霸陸Impreza比賽，2009年時，他就前往中國大陸珠海國際賽車場，以富士車隊車手身分參賽，最後以第三名的好成績站上頒獎台，同年同場地還有「泛珠超級三角賽車節」，則拿下Subaru公開組冠軍，及其後大大小小各種賽事獎項。

### 創立R2D2 Racing車隊
廖志賢不甘於產品僅供平價市場，同時希望參賽的經驗能夠典範傳承，因此成立車隊以戰養訓，甚至培養自己的兒子參賽中国超级跑车锦标赛、澳門格蘭披治大賽車。
- 在2015年於珠海國際賽車場舉行的「泛珠賽道英雄賽」中，該次車隊使用梅賽德斯-賓士SLS AMG GT3、奧迪R8 LMS兩款車參賽，並且由前一級方程式兩屆冠軍米卡·海基寧給予指導，最後車手郭國信取得6連霸的優異成績。[8][9]

- 在2019年中国超级跑车锦标赛的上汽國際賽車場收官站，是R2D2 Racing Team豐收的一年，GT4組別由郭國信與Will Bamber搭檔取得年度第一，GT3則是廖志賢的兒子廖洋，則贏得分站第三名和紳士組第一名。[10]

### 踏足餐飲業
因「打龜號」打響名號的廖老大，自創手搖飲品牌「阿娘喂！廖老大茶坊」，全盛時期加盟主更是絡繹不絕，但廖老大陸續爆發不少爭議，除了飲料品項飽受批評，他本人也因疑似歧視孕婦、在直播點名加盟店飲料難喝等，導致加盟店經營不善收店，其中最具指標性的旗艦店也在今年8月份也收攤。
在全盛時期，「阿娘喂！廖老大茶坊」在全台灣的加盟店總共513間，截止至2025年6月，僅存1間位於台中市北屯區的松竹店。

## 外部連結
- D2 Autos （页面存档备份，存于）
- 賽車教父-廖老大 粉絲專頁 （页面存档备份，存于）
- 廖老大官方網站 （页面存档备份，存于）